# Algemeen Bureau voor de Statistiek
Het Algemeen Bureau voor de Statistiek (ABS) is een Surinaamse overheidsinstantie die zich richt op de verzameling, bewerking en publicatie van statistieken.
Het bureau werd op 1 januari 1947 opgericht met het doel om statistisch materiaal te verzamelen ter ondersteuning van de economische opbouw van het land. De eerste directeur was Clemens Biswamitre.
Het ABS viel bij de oprichting direct onder de gouverneur van Suriname. Daarna werd de leiding naar verschillende ministeries verplaatst. Anno 2019 valt het bureau onder het ministerie van Financiën. Daarbij is sinds 14 maart 2003 de rechtsvorm gewijzigd naar een stichting en is het ABS semi-autonoom.
In 2003 werd het pand van de ABS door een brand verwoest. Hierbij raakte al het papiermateriaal, inclusief de gegevens van de volkstelling van 2002, verloren. Het historische pand stond op de Werelderfgoedlijst van de UNESCO. Twee jaar eerder was er ook al brand waardoor de rechter-commissaris het pand liet ontruimen.